# Aeródromo de Villa Independencia
El aeródromo de Villa Independencia (OACI: SUFB) es un aeródromo público uruguayo que sirve a la ciudad portuaria de Fray Bentos en el departamento de Río Negro. El aeródromo está localizado al sur del río Uruguay y al sur del centro de la ciudad.

## Información técnica
El aeródromo tiene dos pistas de aterrizaje de césped. La primera está en dirección 01/19 y mide 900 metros en longitud y la segunda en dirección 16/34 y mide 550 metros en longitud.
El VOR-DME de Gualeguaychu (Ident: GUA) está localizado a 33 kilómetros al oeste-noroeste del aeródromo.